# Снігова казка
«Снігова казка» — радянський фільм-казка 1959 року за книгою Віктора Вітковича і Григорія Ягдфельда «Казка серед білого дня». Другий фільм в жанрі «сучасної казки» режисерського дуету Ельдара Шенгелая і Олексія Сахарова. Фільм планувався до показу на фестивалі дитячих фільмів в Каннах, але цензура запідозрила в персонажі Леонова натяк на Микиту Хрущова, і рішенням комісії на чолі з головою Сергієм Михалковим фільм не був допущений на фестиваль і був випущений в прокат невеликим тиражем під четвертою прокатною категорією (5-10 копій з оригіналу), що було рівнозначно «покласти фільм на полицю».

## Сюжет
Напередодні Нового року. Хлопчик Митя, який любить фантазувати, жартома розповідає в школі товаришам, що його дитячі іграшкові годинники c намальованими стрілками — чарівні і можуть зупинити всі годинники на світі, зупинити час чи навіть оживити снігову бабу. Йому, звичайно, ніхто не вірить. Але всі фантазії його несподівано збуваються: снігова баба, якій Митя вставив замість серця годинник, оживає, перетворившись на прекрасну дівчинку, і він назвав її Льолею. Про існування годинника дізнається Старий рік — загадковий і підступний персонаж, який дуже не хоче і боїться настання Нового року — адже це знаменує смерть його самого. Він вирішує заволодіти ним, щоб зупинити час і назавжди закріпити своє існування. Марно намагаючись випросити у Миті і Льолі годинник, Старий рік відбирає у дітей коробку з трьома непоказними предметами — монетою, вуглиною і клаптиком паперу з сургучною печаткою. Цими чарівними речами він оживляє ще трьох снігових баб, роблячи їх своїми помічницями, і намагається з їх допомогою встигнути за десять годин до приходу Нового року знайти чарівний годинник.

## У ролях
- Ігор Єршов —  Митя  (озвучування — Маргарита Корабельникова, немає в титрах)
- Алла Кожокіна —  Льоля  (озвучування — Маргарита Корабельникова,  немає в титрах)
- Євген Леонов —  Старий рік
- Зінаїда Наришкіна —  Паперова душа
- Клара Лучко —  Чорна Душа, Клеопатра Петрівна, тітка Кльопа
- Віра Алтайська —  Продажна душа
- Микола Сергєєв —  годинниковий майстер Пєтушков
- Михайло Пуговкін —  шофер  (озвучування — Юрій Саранцев, немає в титрах)

## Знімальна група
- Сценарій —  Віктор Віткович,  Григорій Ягдфельд
- Постановка —  Олексія Сахарова,  Ельдара Шенгелая
- Оператори —  Віктор Листопадов,  Юрій Схиртладзе
- Оператор комбінованих зйомок — Б. Травкін
- Художник — Лев Мільчин
- Композитор —  Юрій Левітін
- Звукооператор — Є. Федоров
- Редактор — І. Ростовцев
- Монтаж — А. Карпова, Л. Фейгінова
- Грим — С. Шкалікова
- Костюми — Л. Ряшенцева
- Оркестр Управління по виробництву фільмів, диригент — А. Жюрайтіс
- Художній керівник — Сергій Юткевич
- Директор Картини — Віктор Слонимський